# Wildenberg (Weißenbrunn)
Wildenberg ist ein Gemeindeteil von Weißenbrunn im Landkreis Kronach (Oberfranken, Bayern).

## Geographie
Das Dorf liegt auf einem Höhenrücken. Eine Gemeindeverbindungsstraße, führt nach Weißenbrunn zur Bundesstraße 85 (2,2 km nordöstlich) bzw. nach Hain (2,1 km südwestlich). Eine weitere Gemeindeverbindungsstraße führt an Wustung vorbei nach Grün (1,3 km südöstlich).

## Geschichte
Wohl aus einem Hügelgrab der frühesten Bronzezeit um 1500 vor Christus stammen Waffen und Schmuck, die um 1900 bei Wildenberg gefunden wurden und in der Archäologischen Staatssammlung in München ausgestellt sind.
Die Erstnennung war 1108 als „Willenberge“ in einer Schenkungsurkunde für die Kirche in Gärtenroth. 1249 errichtete Iring von Cunstat in Wildenberg die erste Eigenburg des Kunstadter Adelsgeschlechts widerrechtlich auf dem Grund des Klosters Langheim. 1331 waren das Hochstift Bamberg und Dietrich von Redwitz Herren der Höhenburg. In dieser Zeit bestand auch das kleine Amt Wildenberg. 1362 erwarben die Marschalk zu Ebneth den Teil des Hochstifts der Burg Wildenberg als Erbburggut und 1418 den Teil derer von Redwitz. Im Dreißigjährigen Krieg wurden 1632 Schloss und Dorf Wildenberg geplündert und ausgeraubt. Im Jahr 1700 kaufte das Hochstift die Burg und das baufällige Schloss Wildenberg mit allen Liegenschaften und Gerechtigkeiten und ließ diese durch das Amt Burgkunstadt als „Neues Marschalksches Lehen“ verwalten. Im 18. Jahrhundert wurde der Grundbesitz des Rittergutes Wildenberg veräußert und das Schloss wurde eine Ruine, die 1834 abgetragen war.
Gegen Ende des 18. Jahrhunderts bildete Wildenberg mit Steinbrunn und Wustung eine Realgemeinde bestehend aus 29 Anwesen (1 Gülthof, 4 halbe Gülthöfe, 20 Söldengütlein, 1 Tropfhaus, 1 Schmiede mit Haus, 2 Einödgehöfte) und 1 Schloss. Das Hochgericht übte das bambergische Centamt Burgkunstadt-Marktgraitz aus, was jedoch vom bambergischen Centamt Kronach ebenfalls beansprucht wurde. Die Dorf- und Gemeindeherrschaft hatte das Vogteiamt Burgkunstadt. Die Verwaltung Wildenberg war Grundherr sämtlicher Anwesen.
Infolge des Reichsdeputationshauptschlusses ging Wildenberg Anfang des 19. Jahrhunderts in den Besitz des Kurfürstentums Bayern über. Mit dem Ersten Gemeindeedikt wurde Wildenberg dem 1808 gebildeten Steuerdistrikt Hain zugewiesen. Infolge des Zweiten Gemeindeedikts entstand 1818 die Ruralgemeinde Wildenberg, zu der Steinbrunn und Wustung gehörten. Sie war in Verwaltung und Gerichtsbarkeit dem Landgericht Weismain zugeordnet und in der Finanzverwaltung dem Rentamt Weismain (1919 in Finanzamt Weismain umbenannt). Ab 1862 gehörte Wildenberg zum Bezirksamt Lichtenfels. Die Gerichtsbarkeit blieb beim Landgericht Weismain (1879 in das Amtsgericht Weismain umgewandelt). Am 1. Januar 1927 wurde die Gemeinde an das Bezirksamt Kronach (1939 in Landkreis Kronach umbenannt) überwiesen, zugleich auch an das Amtsgericht Kronach und das Finanzamt Kronach. Die Gemeinde hatte eine Fläche von 4,264 km².
Im Zuge der Gebietsreform in Bayern wurde die Gemeinde Wildenberg am 1. Januar 1978 in Weißenbrunn eingegliedert.

### Baudenkmäler
In der Bayerischen Denkmalliste sind drei Baudenkmäler aufgeführt (Bauernhaus, Wohnstallhaus, sechs Grenzsteine). Die Höhenburg ist noch als Burgstall erkennbar.
Die folgenden Häuser listete Tilmann Breuer in dem Buch Landkreis Kronach von 1964 mit ihren ursprünglichen Hausnummern als Kunstdenkmale auf. Sie sind in der Denkmalschutzliste nicht geführt, da sie entweder nicht aufgenommen, abgebrochen oder stark verändert wurden.
- Haus Nr. 22: Ehemaliger eingeschossiger Wohnstallbau mit Satteldach, im Kern 18. Jahrhundert, durch den Ausbau des Obergeschosses in Fachwerk wurde er in eine Art Frackdachhaus umgewandelt. Das Wohnteil wurde 1879 im Erdgeschoss mit Sandsteinquadern ausgebaut, im Erdgeschoss des rückwärtigen Teiles haben sich Blockwände erhalten.[9]
- Haus Nr. 32: Eingeschossiges, verputztes Gebäude mit Halbwalmdach, die Eckpilaster und Rahmungen sind aus Sandstein, der Scheitelstein der Haustür ist mit „1820“ bezeichnet, darüber befindet sich ein Gesims mit Zahnschnitt. Am Dachfuß ist ebenfalls Zahnschnitt. Im hohen Sockelgeschoss ist ein Stall.[9]

### Einwohnerentwicklung
Gemeinde Wildenberg
| Jahr      | 1840   | 1852   | 1855   | 1861   | 1867   | 1871   | 1875   | 1880   | 1885   | 1890   | 1895   | 1900   | 1905   | 1910   | 1919   | 1925   | 1933   | 1939   | 1946   | 1950   | 1952   | 1961  | 1970   |
| Einwohner | 194    | 185    | 191    | 202    | 215    | 199    | 198    | 213    | 202    | 211    | 204    | 197    | 183    | 167    | 175    | 188    | 186    | 154    | 234    | 220    | 223    | 169   | 169    |
| Häuser    |        |        |        |        |        | 35     |        |        | 36     |        |        | 36     |        |        |        | 36     |        |        |        | 36     |        | 37    |        |
| Quelle    | [ 11 ] | [ 11 ] | [ 11 ] | [ 12 ] | [ 11 ] | [ 13 ] | [ 11 ] | [ 11 ] | [ 14 ] | [ 11 ] | [ 11 ] | [ 15 ] | [ 11 ] | [ 11 ] | [ 11 ] | [ 16 ] | [ 17 ] | [ 17 ] | [ 17 ] | [ 18 ] | [ 17 ] | [ 7 ] | [ 19 ] |

Ort Wildenberg
| Jahr      | 001818 | 001861 | 001871 | 001885 | 001900 | 001925 | 001950 | 001961 | 001970 | 001987 |
| Einwohner | 143    | 202 *  | 193    | 196    | 192    | 182    | 215    | 163    | 164    | 147 *  |
| Häuser    | 27     |        |        | 35     | 35     | 35     | 35     | 36     |        | 42 *   |
| Quelle    | [ 6 ]  | [ 12 ] | [ 13 ] | [ 14 ] | [ 15 ] | [ 16 ] | [ 18 ] | [ 7 ]  | [ 19 ] | [ 1 ]  |

## Religion
Wildenberg ist seit der Reformation evangelisch-lutherisch geprägt und nach Weißenbrunn gepfarrt. Eine evangelische Bekenntnisschule gab es im Ort. Die katholische Minderheit war nach Kirchlein gepfarrt, wo sich auch die katholische Schule befand.